# Разгуляй (площадь)
Площадь Разгуляй (в XIX веке также Разгуляевская площадь) — площадь в Басманном районе Центрального административного округа Москвы.
Располагается на исторической Покровской дороге, между улицами Старой Басманной, Новой Басманной, Спартаковской и Доброслободской.

## Происхождение названия
Кабак «Разгуляй» находился на месте нынешнего дома № 38 по Старой Басманной улице. Название «Разгуляй» установилось в официальном языке не позднее 1750-х годов, а сам кабак находился на Покровской дороге ещё в XVII веке и просуществовал до 1860 года.
Перед городом есть у них общедоступное кружало, славящееся попойками, и не всегда благородными; однако со свойственными московитянам удовольствиями. У них принято отводить место бражничанью не в самой Москве или предместье, а на поле, дабы не у всех были на виду безобразия и ругань пьянчуг…
По другой версии, на площади находилось множество трактиров и питейных заведений, отсюда площадь получила такое название.

## История
Площадь на стрелке Старой и Новой Басманной сложилась во второй половине XVII века, с основанием Капитанской слободы (современная Новая Басманная улица). В конце XVII века на Разгуляе обосновалось семейство Я. В. Брюса; на месте Брюсова дома, в усадьбе графа А. И. Мусина-Пушкина, в пожар 1812 года погиб подлинник «Слова о полку Игореве». На площади находилась 2-я Московская гимназия. На 1882 год площадь входила в 1 участок Басманной части.
В 1979 году северная сторона Разгуляя была снесена; в глубине квартала за Новой Басманной построили здание райкома КПСС, остался пустырь перед ним, а в 1990-е по красной линии Новой Басманной построено конторское здание.
14 октября 2015 года на площади открыт памятник Седьмой Бауманской дивизии народного ополчения (авторы — З. К. Церетели и М. М. Посохин).

## Примечательные здания и сооружения
- Старая Басманная улица, 38/2 — дом, в котором находился Кабак «Разгуляй».
- Спартаковская улица, 2/1 — усадьба Мусиных-Пушкиных, XVIII—XIX веков, в основе постройка М. Ф. Казакова на месте Брюсова дома[1].
- Спартаковская, 3 — усадьба Савина — Закревских, XVIII—XIX веков, здесь жили Арсений и Аграфена Закревские

## Транспорт
- Ближайшая станция метро —  Бауманская.
- Автобусы м3, м3к, 40, 024, н3 по Старой Басманной и Спартаковской улицам.
- Автобус т24 по Новой Басманной и Доброслободской улицам.